# St. Nikolaus und Rochus (Mayschoß)

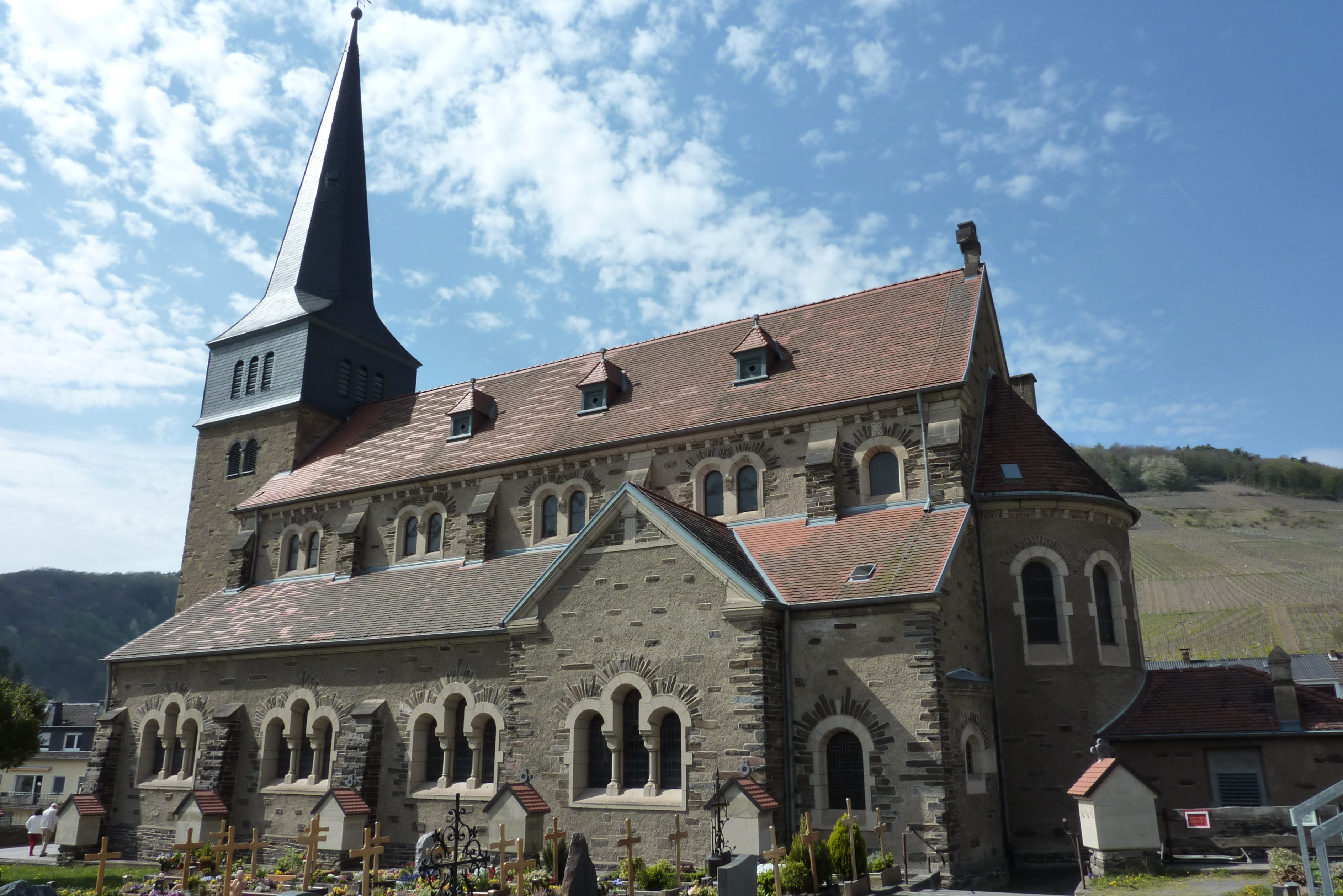
Kirche St. Nikolaus und St. Rochus, Südseite

Die katholische Pfarrkirche St. Nikolaus und St. Rochus in Mayschoß, einer Ortsgemeinde im Landkreis Ahrweiler in Rheinland-Pfalz, wurde von 1908 bis 1912 erbaut. Sie ist dem heiligen Nikolaus und dem heiligen Rochus geweiht.

## Geschichte

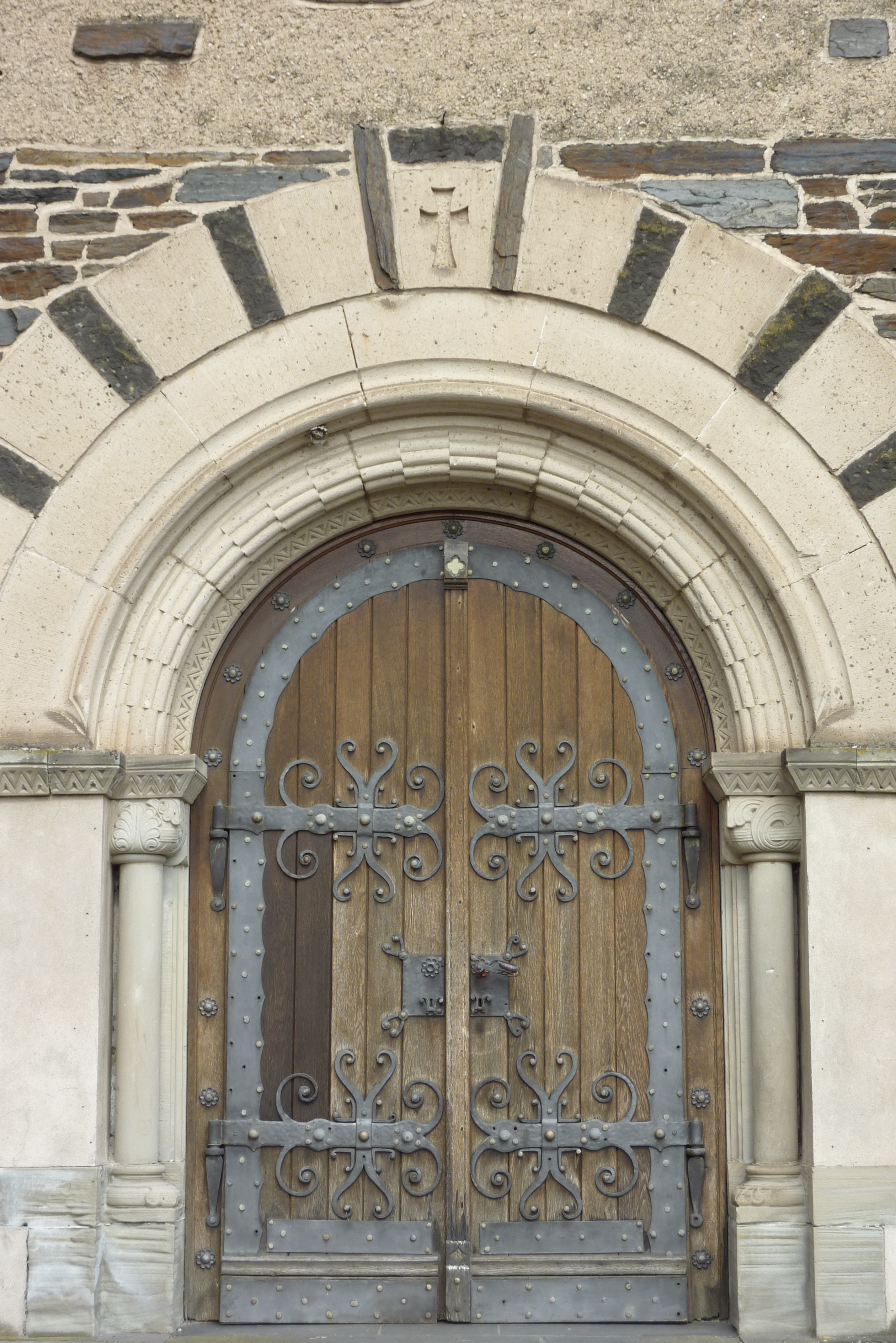
Portal der Westseite

Im Jahr 1334 sind erstmals die Kirchspiele Dernau und Mayschoß überliefert. 1382 wird eine Katharinenkapelle in Mayschoß erwähnt. Ebenso muss eine größere Kirche im Ort vorhanden gewesen sein, die als Grablege der Grafen von Virneburg diente. Am 14. November 1537 wurde Mayschoß zu einer eigenen Pfarrei erhoben. Sie unterstand zunächst dem Kloster Marienthal und später der Abtei Klosterrath. Ab 1802 gehörte die Pfarrei Mayschoß zum Bistum Aachen und seit 1824 bis heute gehört sie zum Bistum Trier.
Da die Kirche von 1726 zu klein und baufällig geworden war, wurde 1906 ein Neubau beschlossen. Außer dem Bruchsteinturm, erbaut 1721/27, wurden alle Teile der alten Kirche abgerissen. Am 9. Juni 1908 erfolgte die Grundsteinlegung der neuen Kirche durch den Trierer Weihbischof Karl Ernst Schrod. Die Pläne entwarfen die Neuwieder Architekten Heinrich und Theodor Hermann. Die Kirche wurde am 25. April 1912 vom Trierer Bischof Michael Felix Korum geweiht.
Die dreischiffige, viereinhalbjochige Säulenbasilika ohne Querhaus ist in neoromanischem Stil erbaut.

## Ausstattung

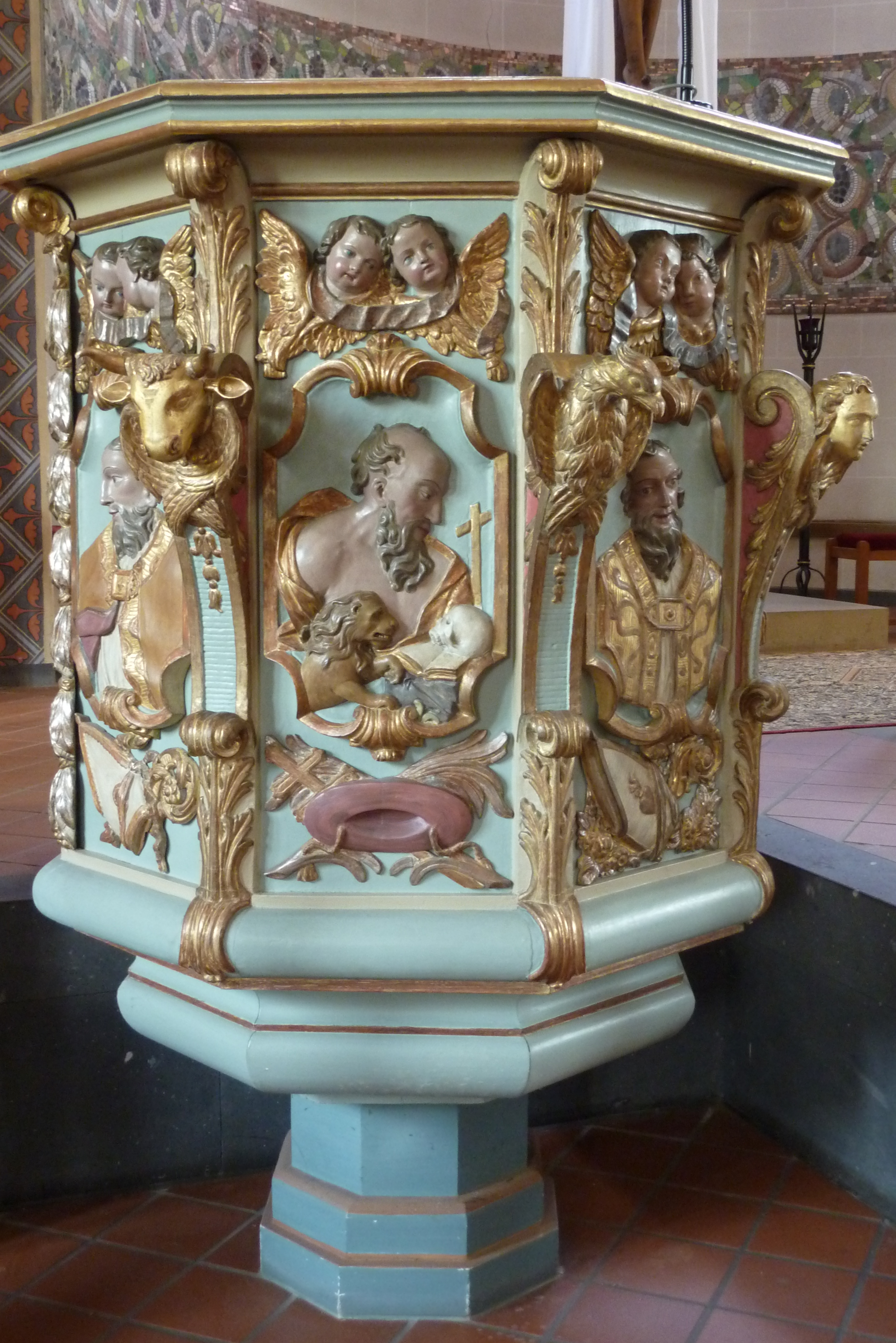
Kanzel mit Darstellung der Kirchenväter und den Evangelistensymbolen

Gleich am Anfang des Mittelschiffes befindet sich das Grabmal der Katharina von der Mark († 30. Oktober 1645), das 1646 aus schwarzem Belgisch Granit ausgeführt wurde. Am Kopfende wird von Kindern das Wappen der Herren von der Mark gehalten. Auf der Deckplatte der Tumba ist die lebensgroße Gestalt der Verstorbenen dargestellt und zu ihren Füßen ruht ein Jagdhund, das Sinnbild der Treue. Am Fußende ist eine Inschrift angebracht, die in Übersetzung wie folgt lautet: Der erlauchte Herr, Herr Graf Ernst von der Mark und Schleiden, Baron in Lümay und Serein, Herr in Kerpen und Saffenburg usw. hat der erlauchten Herrin, der Gräfin Katharina von der Mark, seiner geliebtesten und treuesten Gemahlin, die ebensosehr durch den Glanz ihrer Tugend wie durch ihre Lieblichkeit ausgezeichnet, einst am 30. Oktober 1645 zur größten Trauer aller gestorben ist, dieses Denkmal errichten und vollenden lassen im Jahre des Heiles 1646.
Am Altar stehen die Statuen der Namenspatrone der Kirche, des heiligen Nikolaus und des heiligen Rochus. Die Kanzel aus der Zeit um 1700 zeigt in Halbreliefs die vier lateinischen Kirchenväter Ambrosius von Mailand, Hieronymus als Einsiedler und Kardinal, Augustinus von Hippo und Gregor den Großen. Zwischen ihnen sind die Symbole der vier Evangelisten angebracht. Mehrere Ausstattungsstücke stammen aus dem ehemaligen Kloster Marienthal, so z. B. der Beichtstuhl aus dem 17. Jahrhundert, die Skulptur des heiligen Augustinus und Teile einer alten barocken Kommunionbank.
Das Taufbecken aus Trachyt stammt aus dem 16. Jahrhundert und ist mit einem Wappen der Grafen von Virneburg versehen.

## Orgel
Die 1910 eingebaute Orgel stammt von der Orgelbaufirma Stahlhuth in Aachen und hatte ursprünglich 19 Register auf zwei Manualen und Pedal.